# Nucleair Forum
Het Nucleair Forum is een Belgische vereniging die een aantal bedrijven en beroepsorganisaties groepeert en actief in de nucleaire sector. Het is zelf lid van European Atomic Forum (FORATOM), een overkoepelende Europese organisatie.

## Leden
Het Nucleair Forum werd opgericht in 1972 met als leden: Agoria, Areva, Belgoprocess, Electrabel, Institut National des Radioéléments (IRE), SPE, Studiecentrum voor Kernenergie (SCK-CEN), Synatom, Tractebel Engineering en Westinghouse Electric Belgium. Deze bedrijven zijn werkzaam in reactor-ontwerp en de bouw ervan, engineering, splijtstofbehandeling, elektriciteitsproductie, nucleaire diensten, kernafvalbeheer, nucleaire transporten, medische toepassingen, onderzoek en ontwikkeling bij vreedzame toepassingen.

## Campagne
In het kader van het globale energiedebat met de vraag of men al dan niet verder moet met kernenergie, werd door het Nucleair Forum - begin 2009 - een mediacampagne gelanceerd bij de Belgische nationale tv-omroepen en kranten. De stijlkeuze van de campagne lijkt neutraal, toch vinden sommigen dat het niets meer is dan een actieplan van de lobbygroep voor de nucleaire sector. Zo dienden een aantal groene organisaties (Greenpeace, Groen!, ...) een klacht in tegen de volgens hen misleidende reclamecampagne. Voorstanders vinden dat het goed is dat er een discussie op gang getrokken wordt.